# ابرباخ (مرکباخ)
ابرباخ (به آلمانی: Eberbach) یک رود در آلمان است که در هسن واقع شده‌است.